# 阿驰奥纳
阿驰奥纳（Acciona, S.A.，西班牙語發音：[akˈθjona]）是一家總部位於西班牙阿爾科文達斯綜合企業，涉足領域包能源、建築和交通等。

## 歷史
該公司的歷史可追溯至1862年成立的MZOV，1978年MZOV與Cubiertas y Tejados（1916年創建）合併形成Cubiertas y MZOV。 1997由Entrecanales y Tavora（1931年建立）和Cubiertas y MZOV合併形成Acciona。

## 外部連結
- 官方网站